# En loppe kan også gø
En loppe kan også gø er en dansk film fra 1996.
- Manuskript Erik Clausen efter en roman af Jens Peder Larsen.
- Instruktion Stellan Olsson.

Blandt de medvirkende kan nævnes:
- Niels Hausgaard
- Erik Clausen
- Leif Sylvester Petersen
- Lone Helmer
- Charlotte Sieling
- Jarl Forsman
- Lisbeth Gajhede